# マリオパーティ3
『マリオパーティ3』（マリオパーティスリー、MARIO PARTY 3）は、ハドソンとシーエイプロダクションが開発し、任天堂が2000年に発売したゲームソフト。マリオパーティシリーズの3作目にあたる。略称は「マリパ3」。BGMは光田康典らにかわって大部分を嶋倉一朗が、一部を近藤浩治が担当。日本では同年12月7日に、アメリカでは2001年5月7日に、ヨーロッパでは2001年11月16日に発売された。

## ストーリー
1000年に1度生まれるという「ミレニアムスター」がマリオたちの暮らす世界に降ってきた。このスターは誰のものかと、マリオたちは言い争いになってしまう。すると突然マリオたちのまわりが、飛び出す絵本のようなおもちゃの世界に変化してしまった。起き上がったミレニアムスターは「誰が、わしを手にするのがふさわしいか? ためしてやろう。」とマリオたちに話す。マリオたちは、ミレニアムスターをめぐって競い合うこととなった。

## ゲームの特徴
本作は「ミレニアムスター」が、キノコ王国をおもちゃの世界にしたため、地形や建物が紙のようにペラペラになっているのが特徴で、立体的に描かれたキャラクターとのアンバランスさが印象的な作品となっている。また、今作から全てのミニゲームが新作のものに総入れ替えされた（以降のシリーズでも、毎回全てのミニゲームが新作に総入れ替えされている）。
システムは前作と同様だが画質が強化されている。新たに追加された要素として、ボードゲームではアイテムを1度に3つまで持てるようになったこと、前作の「けっとうミニゲーム」がより強化された「デュエルミニゲーム」、コインを全て賭けて勝負する「ギャンブルミニゲーム」が追加されたこと、マップの特定の場所で「ワンボタンアクション」が発生し、大幅にショートカットできるようになったことが挙げられる。

## ゲームモード
パーティモード
4人用のモード。2種類のボードゲームや1度遊んだことのあるミニゲームを自由に遊べる。
バトルロイヤルマップ
4人用のボードゲーム。これまでと同様に「スター」を集めた数を競う。詳細はバトルロイヤルマップの節を参照。
デュエルマップ
1対1で競う、2人用のボードゲーム。こちらのボードゲームでは、「おたすけキャラ」を使って攻撃し、ライバルの「たいりょく」を減らすのが目的。詳細はデュエルマップの節を参照。
ミニゲームルーム
1度遊んだことのあるミニゲームを自由に遊べるルーム。見つけたミニゲームを自由に遊べる「フリープレイルーム」、ランダムで選ばれるミニゲームで勝ち抜きを競う「バトルルーム」、1人でギャンブルミニゲームをプレイし、1000コイン以上を稼ぐ「ギャンブルルーム」がある。
ストーリーモード
1人用のモード。バトルロイヤルマップとデュエルマップを交互にクリアし、「やさしさ」「ちえ」「ちから」「あい」「ゆうき」「かわいらしさ」「わるさ」の7つのスタースタンプを集めることが目的。

## キャラクター

### プレイヤー
- マリオ…「ストーリーモード」では「ドキドキどうくつ」クリア後、「ゆうき」のスタンプを巡って「コンベアくんマップ」で戦う。
- ルイージ…「ストーリーモード」ではルイージ以外を選んだ場合、デュエルマップの戦いで自分が選んだキャラクターの代わりとして登場する。また、本作からは声優がチャールズ・マーティネーに変更されている。
- ピーチ…「ストーリーモード」では「グルグルのもり」クリア後、「あい」のスタンプを巡って「ファンくんマップ」で戦う。また、声優がジェン・テイラーに変更されている。
- ヨッシー…「ストーリーモード」では「ブクブクしんかい」クリア後、「やさしさ」のスタンプを巡って「ヤジルシくんマップ」で戦う。
- ワリオ…「ストーリーモード」では「ひえひえレイク」クリア後、「ちえ」のスタンプを巡って「ゲートくんマップ」で戦う。また、声優がチャールズ・マーティネーに変更されている。
- ドンキー…「ストーリーモード」では「ジリジリさばく」クリア後、「ちから」のスタンプを巡って「ドカンくんマップ」で戦う。

以下の2人は「パーティモード」のみで使えるキャラクターで、「ストーリーモード」ではCOMキャラとして登場。レギュラーとして使えるのは『マリオパーティ4』以降である。
- デイジー…「ストーリーモード」では「コンベアくんマップ」クリア後、「かわいらしさ」のスタンプを巡って「リバースくんマップ」で戦う。
- ワルイージ…「ストーリーモード」では「リバースくんマップ」クリア後、「わるさ」のスタンプを巡って「ワルイージとう」で戦う。

### ガイド・イベントキャラ
コロ
本作の司会者兼案内人。元は単なるサイコロだったが、ミレニアムスターの魔法で意思を持つようになった存在。顔が付いた青いサイコロと一組ずつの独立した手足から構成される生物。宙を浮いている。高めのよく通る声を持ち、表情も豊か。顔の出ているところの目は2。
ミレニアムスター（偽物）
銀色の胴体の周囲は七色に光り、立派な髭と眉毛が生えている。性格は傲慢である。バトルロイヤルマップで、スターの交換をしてくれる。ストーリーモードでは最終ボスで登場。実は偽物で正体と名前と本物との関係は不明。
ミレニアムスター（本物）
1000年に一度生まれるという星。コロの頭（サイコロ）の中でプレイヤーの様子を見ており、偽物が去った後に登場する。白色の胴体の周囲は七色に光っている。生まれたばかりなので小さく、口調も赤ちゃんである。
ベルくん
デュエルマップの特定の場所に立っている、頭にベルをかぶった人型の生物（やたら大きいためヒトではない）。前を5回通過する毎にデュエルミニゲームを始め、勝った方にベルの中からコインを放出する。またゲーム後は2人ともベルくんの前からのスタートとなる。
キノピオ
本作ではコロと言うキャラクターが司会者兼案内人な為にMCとしての役割がないため、前作より出番が減少。アイテムショップ、アイテムミニゲーム、ミニゲームモードの管理をするのみとなった。次回作以降も、彼以外のキャラクターがMCを務めることが多くなっている。ミニゲームでは、「キノピオクイズ」「かこんでクレヨン」「そろえて!キャラクター」「ドキドキプレートめくり」「はやおしゲート」「はやうちミニクッパ」「このえはなあに?」「キノピオ?クッパ?」に登場する。
テレサ
バトルロイヤルマップで、前作同様にライバルからコインやスターを奪ってきてくれる。必要なコイン数も同じで、コインを奪うなら5枚、スターを奪うなら50枚。違いは、ライバルの指定を「おまかせ」でランダムに選ぶことが可能になったこと。ただし、本作ではアイテムの「テレよけスプレー」でコインやスターの横取りを防ぐことができる。ミニゲームでは「ダレか わかるかな?」「ドキドキプレートめくり」「はやおしゲート」「このえはなあに?」に登場する。
クリボー
音声設定、バトルミニゲーム、デュエルミニゲームの進行を担当。ミニゲームでは、「ダレか わかるかな?」「そろえて!キャラクター」に登場する。
ヘイホー
ギャンブルミニゲームの進行を担当。強制的にミニゲームに参加させ、失敗すると全コインを奪われてしまう。ミニゲームルームのギャンブルルームの司会もする。
ノコノコ
ノコノコバンクとミニゲームの最高記録や各マップのプレイ回数の管理をしている。彼らが使っているパソコンはシャレをきかせて「ノーコパソコン」と名付けられている。ミニゲームでは、「ダレか わかるかな?」「そろえて!キャラクター」「はやおしゲート」に登場する。
クッパ
毎度登場する迷惑なカメなのだが、本作ではストーリーモードの最終マップと最終ボスの座をワルイージとミレニアムスターに奪われ、クッパのマップとクッパがボスとして登場するミニゲームはない。実質活躍の場は「クッパマス」のみであり、ストーリーモードでは悲惨な目に遭っている。なお、本作での彼はコインを1枚も所持していない状態で「クッパマス」に止まるとコインを渡して恵んだり（このことは他の作品でも同様）、アイテムとして後述する「クッパのもと」や「クッパでんわ」をプレゼントするなど寛大な一面が見られる。
ミニクッパ
アイテムショップの管理をする。ショップでは、何も買わずに立ち去ろうとすると「さっさときえなー」と暴言を吐かれる。ミニゲームにも多数登場するが、殴られたり叩かれたり撃たれたり踏まれたりと散々な目に遭っている。なお、ストーリーモードでもクッパの付き添いとして登場している。
バトルキノピオ
ミニゲームルームのバトルルームの司会をする。
キノコまじん
前作と同様、アイテムの「まほうのランプ」を使用したときに登場し、ミレミアムスターのいる位置まで連れていってくれる。
キノコまじょ
今作から初登場した、杖を持っている魔女。アイテムの「スターよけランプ」を使用したときに登場し、ミレミアムスターのいる位置を変えてくれる。キノコまじんの従兄妹。ツンとした口調で喋る。
スローマン
ひえひえレイクに住むいつも居眠りしている雪だるま。?マスに止まった時や5コインを払った時に巨大な雪玉を投げることがある。彼が投げる雪玉はマップの最上部と左端あるいは右端を通り、通り道にいる人はジャンプで雪玉をかわすか、あるいは逃げなければならない。逃げることでショートカットもできる。また「?マス」に止まっても通り道に誰もいないと何も起こらない。
ホージロー
前作にも登場したサメ。今回はブクブクしんかいにある潜水艦に潜んでいる。分岐路の横を通りかかると呼び止め、魚雷のスイッチを押させようとする。4つの内本物は1つのみだが、これを押すと希望ルートとは逆方向に進まされる。選択肢のリセットは“魚雷が発射される毎”であるため、最後に1個を押さされた場合は必ず魚雷に当たる。ミニゲームでは、「タルタルブランコ」に登場する。
ゲッソー
ブクブクしんかいで登場。誰かが「?マス」に止まると「おかーちゃん」を呼び、マスに止まったプレイヤーを道の反対側に移動させる。「おかーちゃん」は巨大なため、足しか見えない。ミニゲームでは、「モーターボートレース」に登場する。
やじるしアンコウ
ブクブクしんかいにいる気まぐれなアンコウの親子。「?マス」に止まると「どこかへ飛ばすことにした」というよく分からない理由で吹き飛ばされ、方向も気まぐれ。
アリジゴクン
ジリジリさばくにいる、2匹で1組の巨大なアリジゴク。マップの円形に作られた部分の中央におり、「?マス」に止まると円周部分にいた全員が吸い込まれ、もう一方のアリジゴクンの所へワープさせられる。円周部分はルートの構成上何周でも回ることが可能。
サボテン
ジリジリさばくに2本生えている巨大なサボテン。目が付いているが、サンボとは違う種族である。Aボタンで飛び越さないとトゲが刺さり、遠くまで飛ばされてしまう。
キノキオ
前作にも登場した善良な木。グルグルのもりに生えている。キノキオの前にある?マスに止まると、2つの実のどちらかをもらい、5コインもらえるか、もう1回サイコロブロックを叩いて進むことができる。ミニゲームでは、「さくらんぼキャッチ」に登場する。後に『マリオパーティ6』にも登場する。
ワルキオ
今作から初登場となる悪者の木。キノキオとは逆に、木の表面は青色で、葉は紫色になっている。ワルキオもグルグルのもりに生えていて、前の?マスに止まると逆に5コイン取られるか、サイコロブロックを叩いて後退させられる。後に『マリオパーティ6』にも登場する。
チョロプー
グルグルのもりにいる。通りかかった時に5コイン払うと看板の方向を逆にしてくれる。ミニゲームでは、「あめふりパックン」に登場する。
バッタンキング
ドキドキどうくつのマップ中央に寝ていて道をふさいでいる。彼が欲しがるアイテムをあげるか、バッタンキングの近くにある?マスに止まるとよけてくれる（よけてくれたバッタンキングは反対側に寝返りを打ち、その反対側がふさがれる）。本人いわくアイテムを渡さないことは「愚かな行い」らしい。
ドッスン
ドキドキどうくつのトロッコの駅にいる。5コインを払い、ワンボタンアクションを成功させるとマップ反対側まで乗せてくれる（失敗すると払った5コインが無駄になる）。なお、ドッスンは1つの路線に1体しかいないので、反対側にいる時はトロッコを利用できない。ミニゲームでは、「ドッスンパズル」「ドッスン!どっすん!!」「3ぷんドッスンパズル」に登場する。
ジュゲム
プロローグでマリオたちがミレニアムスターは誰のものかを言い争っている時に、マリオパーティで決着を決めようと提案する。後にコロとなるサイコロも彼が持ってきたもの。ミニゲーム「はこんでアイスブロック」「GO!GO!ロケット」にも登場する。

### その他
プクプク
4人用ミニゲーム「はらぺこプクプク」「はこんでアイスブロック」に登場する。また、ブクブクしんかいでも登場するが、特に役割はない。
ハナチャン
4人用ミニゲーム「ぴったりモンタージュ」に登場する。また、グルグルのもりにも登場するが、特に役割はない。
ボブル
ミニゲーム「ボブルコンベアー」「ボブルひのようじん!」「かわしてボブル」「まわせ!アイクン」に登場する。また、ドキドキどうくつでも登場するが、特に役割はない。
パックンフラワー
ミニゲーム「あめふりパックン」「ターザンレース」「アイテムルーレット」に登場する。また、グルグルのもりやワルイージとうでも登場するが、特に役割はない。
トゲゾー
4人用ミニゲーム「トゲゾークラッシュ」に甲羅で登場する。
ヒューヒュー
4人用ミニゲーム「おっこちパラソル」「のぼれ!ブロックタワー」に登場し、プレイヤーを上に乗せる。
ハンマーブロス
ミニゲーム「おっこちパラソル」「のぼれ!ブロックタワー」「いかだでコインあつめ」に登場し、コインやコイン袋、ハンマーを投げる。
ゼンマイヘイホー
4人用ミニゲーム「きちんと おかたづけ」の散らかった物で登場する。
キラー
ミニゲーム「キラーでねらえ!」「グルグルはぐるま」「どたばたミックスレース」「GO!GO!ロケット」に登場する。
ヤリホー
4人用ミニゲーム「たたいてドラム」に登場する。
プロペラヘイホー
2vs2ミニゲーム「GO!GO!ロケット」に登場し、空中を飛んでいる。
パタクリボー
1vs3ミニゲーム「どたばたミックスレース」に登場する。
シュッポー
前作にも登場した機関車。今回はデュエルミニゲーム「ぼうそう!?シュッポー」で登場し、終点まで走り続ける。
ボムへい
デュエルミニゲーム「このえはなあに?」に登場する。
ビリキュー
デュエルミニゲーム「ビリキューコースター」に登場し、電撃に当たるとスピードが落ちる。
ワンワン
ミニゲーム「まわれルーレットタワー」「ケーキでバトル」に登場する。また、ジリジリさばくにも登場するが、特に役割はない。
アイクン
バトルミニゲーム「まわせ!アイクン」に登場する。
ドッシー
アイテムミニゲーム「ドッシーでキャッチ」に登場する。
サンボ
ジリジリさばくで登場するが、特に役割はない。
ジャンゴ
ジリジリさばくで登場するが、特に役割はない。
メンボ
グルグルのもりで登場するが、特に役割はない。
このほか、「デュエルマップ」で「おたすけキャラ」とよばれるキャラクターが登場する。

## バトルロイヤルマップ
「バトルロイヤルマップ」は1 - 4人でプレイできるボードゲーム。初めに参加人数・使用キャラクター・ボードマップ・ターン数・ミニゲームパック・ボーナス・ハンデの設定をした後、ターンの順番を決めるとゲームが始まる。なお、ストーリーモードでプレイする場合は「15ターン」でゲーム終了となる。
今作から、10ターンから50ターンまでで5ターン刻みでプレイするターン数を設定できる「おこのみプレイ」が可能になった。ただし、この設定でデフォルトのターン数（20・35・50）にしても表示は「おこのみプレイ」となる。ストーリーモードの場合は「ストーリープレイ」である。
また、今作からはハンデとして各プレイヤーのゲーム開始時のスターの所持数を0 - 9個の中から設定ができるようになった。

### ルール
バトルロイヤルマップはこれまでのシリーズのボードゲームと同様に、順番にサイコロブロックを叩いて出た目だけマスを進む。マスに止まると、マスによって様々なイベントが発生する。全員の移動が終わるとミニゲームが始まり、ここで勝利したプレイヤーは10コイン獲得できる。この流れを「1ターン」とし、設定した数だけターンを繰り返すとゲーム終了となり、その時点で最も多くのスターを持っていたプレイヤーが優勝となる。

### アイテム
バトルロイヤルマップでは、マップ上で「アイテム」を使用することができる。本作から、アイテムを同時に3つまで持てるようになった。持っているアイテムは自分の番になったとき、サイコロブロックをたたく前に1つだけ使用できる（持っているだけで効果が現れるアイテムは除く）。アイテムは前作と同じく「アイテムショップ」で購入したり「アイテムミニゲーム」で成功することで手に入る他、「アイテムマス」で出題される質問に答えることでもらったり、稀に「かくしブロック」に入っていたりする場合もある。ただし、アイテムを既に3つ所持している或いはラストターンの場合はアイテムを手に入れられない。アイテムショップは各ボードマップ上に2箇所存在していて、店員はキノピオとミニクッパのどちらかであり、キノピオは主に「自分を有利に進めるアイテム」、ミニクッパは主に「他人に意地悪をするアイテム」を売る（売るアイテムの数は7・8個だが、1位だと6つしか無いことがある）。ただし、どちらが現れるかはランダムとなっている。

### ラスト5ターンイベント
バトルロイヤルマップでは、残り5ターンになると以下のルールが追加される。また、このときにキノピオまたはミニクッパが登場し、キノピオの場合はミレニアムスターまたはバッタンが優勝者の予想を行い、ここで選ばれたプレイヤーは10コイン獲得できる。ミニクッパの場合はクッパが最下位予想を行い、選ばれたプレイヤーは10コイン奪われる。なお、ラスト5ターンイベント終了後からゲーム終了までにアイテムのアフター5を使用した場合、ラスト5ターンイベントが再び発生する。
- 2人以上のプレイヤーが同じマスに止まると「デュエルミニゲーム」が発生する（なお、？マスの影響で2人以上のプレイヤーが同じマスに移動した時も発生する）した時アイテム「けっとうてぶくろ」とほぼ同様のイベント。どちらか一方でもコインを一枚も持っていない場合はミニゲームは中止となり、何も起きない。既に2人以上が止まっているマスに止まった場合は同じマスにいる相手のどちらかを指名できる）。賭けるコインの数は後から停止した方が決める。
- 「プラスマス」「マイナスマス」のコインの増減が倍の6コインになる。

### ボーナススター
「ボーナスあり」の設定を選ぶと、ゲーム終了時に以下の3つの「ボーナススター」がもらえるイベントが発生する。条件を満たしているプレイヤーにスターが1つずつ贈られる。該当者が複数人いる場合は該当者全員もらえるが、4人全員が該当者の場合は該当者なしとなる。
ミニゲームスター
ターン終了時のミニゲームで一番多くコインを稼いだプレイヤーに贈られる。
コインスター
「コインを一番多く持っていた時の枚数」が一番多いプレイヤーに贈られる。
ハプニングスター
「?マス」に止まった回数が一番多いプレイヤーに贈られる。

## デュエルマップ
「デュエルマップ」は1対1で競う2人用のボードゲーム。初めに使用キャラクター・ボードマップ・ターン数・ハンデなどの設定をした後、ターンの順番を決めるとゲームスタートとなる。ターンの順番を決める際にはミレニアムスターが最初に回転し、止まった時の向きによって決まる。表なら1Pが先攻、裏なら2Pが先攻となる（稀に真横で止まってしまうことがあるが、その時はもう一度回転する）。

### ルール
ここでは「おたすけキャラ」と呼ばれる仲間で相手を攻撃し、先に相手プレイヤーに5ダメージ与えた方が勝ちとなる（ただしターンの設定を「さくさくプレイ」にしていて、20ターン経過後もお互いが5ダメージ受けていない場合は、その時点で残り体力が多い方が勝ちとなり、残り体力が同じ場合はコインの数で競い、コインも同じ場合は引き分けとなる）。順番にサイコロブロックを叩きマスを移動していくが、バトルロイヤルマップとは違いターン終了時にミニゲームは発生はしない。ただし、「ミニゲームマス」や「ベルくん」のイベントで「デュエルミニゲーム」が発生することはある（ここでは負けてもコインは奪われず、ミニゲームで勝ったプレイヤーが一定枚数のコインをもらうことができる）。
おたすけキャラを前に連れた状態で、ライバルのいるマスを通過しようとすると「バトル」が発生する。バトルでは、通常自分の前に付いているおたすけキャラがライバルの後ろにいるおたすけキャラを攻撃し、攻撃力の数字と同じ数だけそのキャラクターの体力を減らす。攻撃力が相手のおたすけキャラの体力を上回った場合は余りのダメージをライバルが受け、体力の無くなったおたすけキャラは消滅してしまう。また、自分が攻撃を受ける際に後ろにおたすけキャラを付けていないと、直接自分が攻撃を受けることになる。なお、「バックマス」でバック中にバトルが発生した場合は、自分の後ろにいるおたすけキャラが、ライバルの前にいるおたすけキャラに攻撃することとなる（通常とは逆のパターン）。また、おたすけキャラの攻撃はたまに外れることもある。

### おたすけキャラ
デュエルマップで攻撃、防御をしてくれるキャラクター。略称は「おたキャラ」。おたキャラには「給料」が設定されており、毎ターンの初めに同じ数のコインを払う必要がある。この時払うコインが1枚でも足りないと付いているおたキャラは全員消滅してしまう。おたキャラは前後に1匹ずつ連れて歩け、前後が同じキャラクターになると攻撃力が1上がる。ただしもともと攻撃力が0のバッタンとドッスンは攻撃力は上がらず、給料が前後それぞれ1ずつ減る。ゲーム開始時にはプレイヤー毎に決まったキャラクターしか連れられないが、自分のスタート地点に戻る度にルーレットで新たなキャラクターを連れて行くことができる。なお、このルーレットは3回に1度回転が遅くなる（ルーレットの目に法則はない）。

## ミニゲーム
「バトルロイヤルマップ」ではプレイヤー全員の移動が終わるごとにミニゲームが行われる。各プレイヤーのプレイヤーパネルの色（止まったマスの色）によって、ミニゲームのジャンルが決まり（ただし、緑色のマスに止まった場合は赤か青にランダムで色が変わる）、ミニゲームで勝利したプレイヤーは10コイン得られる。また「デュエルマップ」ではミニゲームマスに止まるなどで「デュエルミニゲーム」が発生し、勝ったプレイヤーは一定数のコインを獲得できる。
今作から、「ミニゲームパック」の設定が追加された。ボードゲームのルール設定で、全てのミニゲームが収録されている「ノーマルパック」と、簡単なミニゲームのみが収録された「ファミリーパック」のどちらかを選択でき、ボードゲームでミニゲームをプレイするときには、ルール設定で選んだミニゲームパックに入っているミニゲームがルーレットに表示される（ミニゲームパックはゲームの途中で変更することもできる）。また、ボードマップで一度プレイしたミニゲームは、「ミニゲームルーム」の「フリープレイルーム」で自由にプレイすることができる（前作まではコインで購入したミニゲームしか自由に遊べなかったが、今作からは一度ボードマップでプレイしたミニゲームは、自由にプレイができるようになった）。
今作からミニゲームの説明画面で、キャラクターの操作を試すことができなくなった。また、「フリープレイルーム」でミニゲームの紹介文が表示されたり、新しいミニゲームを発見した時のミニゲーム説明画面での演出が用意されていたのはこの作品だけである。また、「ミニゲームルーム」でミニゲームのルールを見ずにプレイできるのは、現時点では1作目とこの作品とスーパースターズのみである。
今作のミニゲームは全部で71種類ある。